# Горийский уезд
Горийский уезд — административная единица в составе Тифлисской губернии и Грузинской ССР. Уездный город — Гори.

## География

### Географическое положение
Горийский уезд занимал северо-западную часть Тифлисской губернии; граничил на севере — с Терской областью, на западе — с Шорапанским и Рачинским уездами Кутаисской губернии, на юге — с Ахалцыхским, Ахалкалакским и Тифлисским, а на востоке — с Душетским уездом Тифлисской губернии. Поверхность, по Стрельбицкому, — 6033,9 кв. вер., по данным Кавказского военно-топографического отдела — 5818,4 кв. вер.

### Рельеф
Устройство поверхности Горийского уезда было весьма разнообразно. Северная, наиболее высокая часть уезда была наполнена отрогами Главного Кавказского хребта; средняя — представляла обширную Горийскую, или Карталинскую, равнину, а южная, принадлежавшая в орографическом отношении к Малому Кавказу, была расположена главным образом по северным склонам самой северной цепи последнего (Триалетские горы). Северная, самая возвышенная часть Горийского уезда примыкала к Главному Кавказскому хребту между вершинами Зикари (12 563 футов) на западе и Зилга-Хох (12 645 футов) на востоке; была изрезана множеством скалистых, крутых и высоких отрогов этого хребта и представляла мало удобств для земледелия и даже для скотоводства. От вершины Зикари на юг направлялись невысокие Грузино-Имеретинские горы (с Сурамским перевалом), отделявшие Горийский уезд от соседних уездов Кутаисской губернии. Средняя, наиболее важная часть уезда представляла обширную равнину (870 кв. вёрст), лежавшую на высоте около 2400 футов, весьма пригодную для земледелия, густонаселённую и по большей части покрытую пашнями, виноградниками и садами. Южная часть Горийского уезда, располагаясь по северным склонам Триалетских гор и представляя гористую, страну, была значительно ниже северной части уезда; на юге горы были ниже (высочайшая вершина Кара-Кая — 9351 футов), отложе и образовывали множество нагорий, весьма удобных как для культуры, так и в особенности для пастьбы скота. На западе южной части уезда через Триалетские горы по глубокому и живописному Боржомскому ущелью прорывалась с юга на север Кура; к западу от этого ущелья Триалетские горы носили название Аджаро-Ахалцыхских гор. В почвенном отношении Горийский уезд представлял много разнообразия; наиболее плодородные суглинистые, местами наносные с примесью перегноя почвы залегали в средней части уезда; в особенности интересна почва по течению р. Большой Лиахвы, где она содержала много ила и называлась местными жителями «лами» (ил); эта почва родила пшеницу, лучшую в Грузии, и требовала мало орошения. В нагорных местностях почвы были также довольно плодородны, но мелки, причем подпочвенный слой состоял из хряща или скал. Местами и в особенности в северной части уезда встречались голые скалы.

### Гидрография
В отношении вод весь Горийский уезд принадлежал к бассейну р. Куры, которая, вступая из Ахалцыхского уезда в Боржомское ущелье, текла на север, а выйдя из него, поворачивала на восток, протекая по уезду на протяжении 150 вёрст. Северная часть уезда орошалась левыми притоками Куры (Большая Лиахви, Меджуда, Ксани и др.), а южная — незначительными речками, стекающими с Триалетских гор и впадающими справа в Куру. Мелкие реки имели важное ирригационное значение и сильно разливались от таяния снегов и проливных дождей; по Куре производился сплав леса.

### Климат
Климат Горийского уезда был в общем довольно здоровый, ровный; в равнинной части мягкий, в горных — более суровый; влаги выпадало довольно много, но все-таки около половины культурных земель орошались искусственно.

## История
Горийский уезд в составе Грузинской губернии был образован в 1801 году в результате присоединения Картли-Кахетинского царства к России. В 1840 году уезд в составе Грузино-Имеретинской губернии, с 1846 года — в Тифлисской губернии. В 1859 году к уезду был присоединён Осетинский округ.
В 1918 году уезд вместе с Тифлисской губернией вошёл в состав Грузинской Демократической Республики. С 1921 года в составе Грузинской ССР. 19 сентября 1929 года упразднён путём преобразования в Горийский округ.

## Население
Согласно ЭСБЕ население уезда в 1891 году составляло 180 194 чел.
По данным первой всеобщей переписи населения 1897 года в уезде проживало 191 091 чел. (грамотных из них 20 447 чел. или 10,7 %). Население уездного города Гори составляло 10 269 чел.. Население занималось земледелием и садоводством (грузины и армяне), скотоводством (осетины) и торговлей (евреи и армяне).

### Национальный состав
| Год  | Всего, чел. | Грузины           | Осетины          | Армяне          | Великорусы (русские), малорусы (украинцы), белорусы | Греки        | Евреи          | Татары (азербайджанцы) | Аварцы, кюринцы (лезгины) | Остальные (турки, даргинцы, поляки, немцы и др.) |
| ---- | ----------- | ----------------- | ---------------- | --------------- | --------------------------------------------------- | ------------ | -------------- | ---------------------- | ------------------------- | ------------------------------------------------ |
| 1891 | 180 194     | 95 254 (52,31 %)  | 55 213 (30,64 %) | 16 000 (9,99 %) | 3 000 (0,55 %)                                      | —            | 3 300 (1,83 %) | —                      | —                         | —                                                |
| 1897 | 191 091     | 124 180 (63,98 %) | 58 036 (27,18 %) | 8 686 (4,02 %)  | 5 623 (2,94 %)                                      | 917 (0,48 %) | 874 (0,46 %)   | 432 (0,23 %)           | 30 (0,02 %)               | 1 313 (0,69 %)                                   |

## Административное деление
В 1913 году в состав уезда входило 38 сельских правлений:
- Альское — с. Али,
- Андоретское — с. Андорети,
- Атоцкое — с. Атоци,
- Ахалкалакское — с. Ахалкалаки,
- Белотское — с. Белоти,
- Бобневское — с. Бобневи,
- Боржомское — м. Боржом,
- Бретское — с. Брети,
- Джавское — с. Джава,
- Дицкое — с. Дици,
- Доесское — с. Доеси,
- Згудерское — с. Згудери,
- Кавтисхевское — с. Кавтисхеви,
- Каралетское — с. Каралети,
- Карельское — с. Карели,
- Квемо-Ничбисское — с. Квемо-Ничбиси,
- Квемо-Чальское — с. Квемо-Чала,
- Квишхетское — с. Квишхети,
- Кемультское — с. Кемульта,
- Корнисское — с. Корниси,
- Меджирисхевское — с. Меджирисхеви,
- Меретское — с. Мерети,
- Метехское — с. Метехи,
- Михайловское — с. Михайлово,
- Оконское — с. Окона,
- Ортевское — с. Ортеви,
- Рокское — с. Рока,
- Руиское — с. Руиси,
- Сурамское — с. Сурам,
- Тамарашанское — с. Тамарашани,
- Тквианское — с. Тквиани,
- Уплисцихское — с. Уплисциха,
- Хидиставское — с. Хидистави,
- Хурвалетское — с. Хурвалети,
- Хцисское — с. Хциси,
- Цунарское — с. Цунари,
- Цхинвальское — с. Цхинвали,
- Шиндинское — с. Шиндиси.

## Сельское хозяйство
Под пахотной землей было 181 638 десятин, под луговой землей — 12 109, зимними пастбищами — 108 982, летними пастбищами — 302 749 десятин. Под лесом насчитывалось 391 742 десятин. Наиболее важными культурными растениями на полях были пшеница, ячмень, полба, овес и кукуруза. Сады состояли главным образом из виноградных лоз, среди которых разбросаны фруктовые деревья. Под садами было около 4800 дес. В 1887 г. было получено около 160 000 ведер вина. Выжимки шли на винокурение; в 1888 г. было выкурено виноградного спирта 127 296 град. В нагорных частях уезда весьма важную отрасль народного хозяйства составляло скотоводство. В 1890 г. числилось: крупного рогатого скота 83 000, овец — 101 000, свиней — 40 000 шт. Часть жителей селений, лежащих на р. Куре, занималась сплавом леса в Гори и Тифлис; в 1890 г. сплавлено 4002 плота, на сумму 604 300 рублей.

## Фабрично-заводская промышленность
Заводская и фабричная промышленность были развиты слабо.

## Торговля
Торговля довольно оживлена; в 1890 г. в Гори с уездом было выбрано торговых документов 1472. После Тифлисского уезда Горийский — наиболее торговый во всей губернии. Производство шерстяных тканей (Осетия), отхожий промысел, выжигание извести и рыболовство. Закавказская ж. д. проходила по уезду на протяжении около 94 вёрст; имелось также шоссе, соединявшее Ахалцых с железнодорожной станцией Михайлово. Достопримечательные местности — Боржом, Боржомское ущелье, Горис Джвари, Сурам, Сурамский туннель и перевал, Уплис-цихе, Урбниси и т. п.